# Canon Medical Systems Corporation
Canon Medical Systems Corporation är ett medicintekniskt företag med huvudkontor i Ōtawara i Tochigi prefektur i Japan. Företaget hette i många år Toshiba Medical och var ett dotterbolag till Toshiba, och började som en verksamhet honom Tokyo Electric Co. Ltd. som började utveckla röntgenrör på 1910-talet och fick fram den första fungerande japanska prototypen 1915. Canon förvärvade Toshiba Medical 2016 och namnändringen skedde 2018.
Utöver röntgenutrustning tillverkar företaget även utrustning för MRI,  ultraljud och CT.